# 大野瑞男
大野 瑞男（おおの みずお、1931年11月8日 - ）は、日本史学者、東洋大学名誉教授。
水戸市生まれ。1954年東京大学文学部国史学科卒、58年同大学院修士課程修了。1961年文部省史料館研究員・国文学研究資料館助教授、教授、1982年東洋大学文学部教授、2002年定年退任、名誉教授、1997年「江戸幕府財政史論」で東大文学博士。

## 著書
- 『江戸幕府財政史論』吉川弘文館 1996
- 『松平信綱』吉川弘文館 人物叢書 2010

### 編著・校注
- 『榎本弥左衛門覚書 近世初期商人の記録』校注 平凡社 東洋文庫　2001
- 『史料が語る日本の近世』編 吉川弘文館 2002
- 『江戸幕府財政史料集成』編 吉川弘文館 2008

## 注
1. ↑  『現代日本人名録』2002年